# أبوسوم صغير مبكر
أبوسوم صغير مبكر (الاسم العلمي:†Microbiotherium praecursor) هو نوع منقرض من الثدييات يتبع جنس الأبوسوم الصغير من فصيلة الأبوسومات الصغيرة.